# ام‌وی کلاهیا
ام‌وی کلاهیا (به انگلیسی: MV Klahowya) یک کشتی است که طول آن ۳۱۰ فوت ۲ اینچ (۹۴٫۵ متر) می‌باشد. این کشتی در سال ۱۹۵۸ ساخته شد.